# Saga des Hommes-Dieux

La Saga des Hommes-Dieux (titre original : World of Tiers) est un cycle de romans de science-fiction de l'écrivain américain Philip José Farmer.

## Romans
Le cycle de La Saga des Hommes-Dieux se compose des romans suivants :
- Le Faiseur d'univers ((en) The Maker of Universes, 1965)
- Les Portes de la création ((en) The Gates of Creation, 1966)
- Cosmos privé ((en) Private Cosmos, 1969)
- Les Murs de la Terre ((en) Behind the Walls of Terra, 1970)
- Le Monde Lavalite ((en) The Lavalite World, 1977)
- La Rage d'Orc le Rouge, Pocket, coll. Science-fiction no 5516, 1994 ((en) Red Orc's Rage, 1991)
- Plus fort que le feu ((en) More than Fire, 1993)

Le roman La rage d'Orc le Rouge (1991) peut être inclus dans la série, mais sa connexion avec celle-ci est plus marginale que centrale. En effet, les personnages principaux des autres livres de la saga n'apparaissent pas directement, ce roman utilise une partie de l'environnement et des événements des autres nouvelles.

## Résumé
La Saga des Hommes-Dieux raconte le périple de deux hommes, Wolff et Kickaha le Rusé, entraînés dans des aventures à travers des mondes contenus dans des univers clos et quasiment hermétiques entre eux (seules les « portes », passages trans-dimensionnels, permettent de passer d'un univers à l'autre), mondes qui sont le fruit de l'imagination et de la science des Thoans, ou Seigneurs. Cette race d'apparence humaine et âgée de quelques centaines de milliers d'années a vu ses représentants jouer le rôle de dieux, puis devenir des êtres incroyablement vaniteux, arrogants et d'une froide cruauté, qui n'en conservent pas moins, en raison de leur formidable avance technologique, un statut quasi-divin. L'immortalité ne leur a pas apporté la sagesse.

## Adaptations en jeux
- Thoan, jeu de rôle édité par Descartes, 1995
- Les Faiseurs d'Univers, jeux de cartes éditée par Pygmoo, 2007